# Vagif Mustafayev
Vagif Mustafayev (en azerí: Vaqif Mustafayev) es director de cine, guionista y actor de Azerbaiyán, Artista del pueblo de la República de Azerbaiyán (2005).

## Biografía
Vagif Mustafayev nació el 28 de agosto de 1953 en Bakú. Estudió en la Universidad Estatal de Económicas de Azerbaiyán. En 1984 se graduó de los cursos de guionistas y directores en Moscú. Desde 1985 trabajó como director de cine y guionista en Azerbaijanfilm. Desde 2006 es presidente del canal de televisión de la República de Azerbaiyán, Space TV.
En 2013 Vagif Mustafayev se ha galardonado con la orden “Bandera de Serbia” por su contribución al desarrollo de la cooperación cultural y las relaciones amistosas entre Serbia y Azerbaiyán. Él también se ha elegido profesor honorario de la Academia de Artes de Serbia. Vagif Mustafayev es miembro de la Academia Europea de Cine y Televisión y de la Unión de Cineastas de Azerbaiyán y vicepresidente de la Academia Euroasiática de Televisión y Radio. En 2018 Vagif Mustafayev se ha galardona con la Orden Sharaf por su contribución al desarrollo de la cinematografía de Azerbaiyán.

## Premios y títulos
- Artista de Honor de la República de Azerbaiyán (2000)
- Artista del pueblo de la República de Azerbaiyán (2005)
- Diploma de Honor de Presidente (2013)
- Orden de la Amistad (2015)[3][4]
- Orden Sharaf (2018)[5]